# Liste des basiliques de la Sicile
Cette liste recense les basiliques de la Sicile, Italie.

## Liste
- Aci Catena
  - Basilique Saint-Philippe d'Agira
- Acireale
  - Basilique collégiale Saint-Sébastien
  - Cathédrale Notre-Dame-de-l’Annonciation
  - Basilique Saints-Pierre-et-Paul
- Agrigente
  - Basilique Sainte-Marie des grecs
  - Basilique Saint-François d'Assise et de l'Immaculée
- Barcellona Pozzo di Gotto
  - Basilique Saint-Sébastien
- Biancavilla
  - Basilique collégiale Santa Maria dell'Elemosina
- Catane
  - Basilique collégiale Sainte-Marie-de-l’Aumône
- Giarratana
  - Basilique Saint-Antoine
- Ispica
  - Basilique Sainte-Marie-Majeure
- Licodia Eubea
  - Basilique Sainte-Marguerite
- Mazara del Vallo
  - Basilique-cathédrale Saint-Sauveur
- Monreale
  - Cathédrale Santa Maria Nuova
- Palerme
  - Basilique de la Santissima Trinità del Cancelliere
- Riposto
  - Basilique Saint-Pierre
- Santa Flavia
  - Basilique Soluntina di Sant'Anna
- Syracuse
  - Dôme de Syracuse
  - Basilique-sanctuaire Madonna delle Lacrime
- Trapani
  - Cathédrale Saint-Laurent-Martyre